# Haplochromis cronus
Haplochromis cronus är en fiskart som beskrevs av Greenwood, 1959. Haplochromis cronus ingår i släktet Haplochromis och familjen Cichlidae. IUCN kategoriserar arten globalt som otillräckligt studerad. Inga underarter finns listade i Catalogue of Life.